# 621 v. Chr.
Portal Geschichte | Portal Biografien | Aktuelle Ereignisse | Jahreskalender | Tagesartikel

◄ |
8. Jahrhundert v. Chr. |
7. Jahrhundert v. Chr. |
6. Jahrhundert v. Chr. |
►

◄ | 640er v. Chr. | 630er v. Chr. | 620er v. Chr. | 610er v. Chr. |
600er v. Chr. |
►

◄◄ | ◄ | 624 v. Chr. | 623 v. Chr. | 622 v. Chr. | 621 v. Chr. |
620 v. Chr. |
619 v. Chr. |
618 v. Chr. |
► |
►►

## Ereignisse

### Wissenschaft und Technik
- 4. Regierungsjahr des babylonischen Königs Nabopolassar (622 bis 621 v. Chr.): Der ausgerufene Schaltmonat Addaru II beginnt am 4. März[1].
- 5. Regierungsjahr des babylonischen Königs Nabopolassar (621 bis 620 v. Chr.): Im babylonischen Kalender fällt der Jahresbeginn des 1. Nisannu auf den 2.–3. April[1]; der Vollmond im Nisannu auf den 15.–16. April[1] und der 1. Tašritu auf den 25.–26. September[1].[2]